# Trichorhina bicolor
Trichorhina bicolor is een pissebed uit de familie Platyarthridae. De wetenschappelijke naam van de soort is voor het eerst geldig gepubliceerd in 1996 door Araujo & Buckup.